# 小斗八
蝘蜓座θ，又名CP-77 383，HD 71701、SAO 256503、HR 3340，是蝘蜓座的一颗恒星，视星等为4.35，位于銀經290.46，銀緯-21.84，其B1900.0坐标为赤經8h 23m 38.7s，赤緯-77° -21.84′ 43″。